# Міжселенна територія Княжпогостського району
Міжселенна територія Княжпого́стського району (рос. Межселенная территория Княжпогостского района) — муніципальне утворення у складі Княжпогостського району Республіки Комі, Росія.
Згідно із законами територія напряму підпорядковується районній владі.